# Stadio Alberto Picco
Het Stadio Alberto Picco is een voetbalstadion in de Italiaanse stad La Spezia. In het stadion speelt de Spezia Calcio 1906 haar thuiswedstrijden.
Giuseppe Meazza (AC Milan/Inter Milan) ·
Olimpico (AS Roma/SS Lazio) ·
Atleti Azzuri (Atalanta Bergamo) ·
Renato Dall'Ara (Bologna) ·
Giovanni Zini (Cremonese) ·
Carlo Castellani (Empoli) ·
Artemio Franchi (Fiorentina) ·
Marcantonio Bentegodi (Hellas Verona) ·
Allianz Stadium (Juventus) ·
Via del Mare (Lecce) ·
Brianteo (Monza) ·
Diego Armando Maradona (Napoli) ·
Arechi (Salernitana) ·
Luigi Ferraris (Sampdoria) ·
Città del Tricolore (Sassuolo) ·
Alberto Picco (Spezia) ·
Olimpico di Torino (Torino) ·
Friuli (Udinese)
Cino e Lillo Del Duca (Ascoli) ·
San Nicola (Bari) ·
Ciro Vigorito (Benevento) ·
Mario Rigamonti (Brescia) ·
Unipol Domus (Cagliari) ·
Pier Cesare Tombolato (Cittadella) ·
Giuseppe Sinigaglia (Como) ·
San Vito-Gigi Marulla (Cosenza) ·
Benito Stirpe (Frosinone) ·
Luigi Ferraris (Genoa) ·
Alberto Braglia (Modena) ·
Renzo Barbera (Palermo) ·
Ennio Tardini (Parma) ·
Renato Curi (Perugia) ·
Garibaldi-Romeo Anconetani (Pisa) ·
Oreste Granillo (Reggina) · 
Paolo Mazza (SPAL) ·
Druso (Südtirol) ·
Libero Liberati (Ternana) ·
Pierluigi Penzo (Venezia)